# Longgang (Shenzhen)

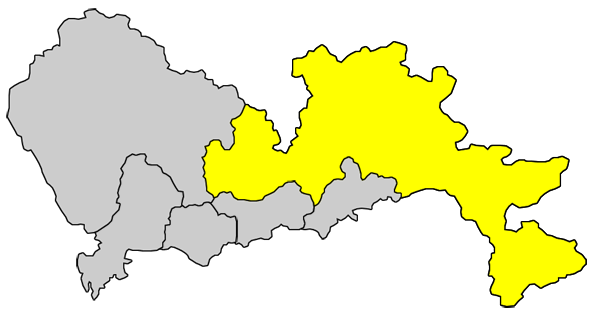
Położenie dzielnicy Longgang

Longgang (chiń. 龙岗区) – jedna z siedmiu dzielnic Shenzhen, w prowincji Guangdong, w Chińskiej Republice Ludowej. Powierzchnia dzielnicy wynosi 844,07 km² i jest zamieszkana przez 961 800 mieszkańców.